# Selenotholus foelschei
Selenotholus foelschei là một loài nhện trong họ Theraphosidae. Chúng thuộc chi đơn loài Selenotholus, được Henry Roughton Hogg miêu tả năm 1902.